# (2451) Dollfus
(2451) Dollfus est un astéroïde de la ceinture principale découvert le 2 septembre 1980 par E. Bowell à la station Anderson Mesa de l'observatoire Lowell.
Il est nommé d'après Audouin Dollfus, l'astronome français.